# 鶴見信彦
鶴見 信彦（つるみ のぶひこ、1966年7月19日 -  ）は、神奈川県相模原市出身の元プロ野球選手（内野手）。右投左打。

## 来歴・人物
向上高時代は、3年次の夏にチームメイトの高橋智、大塚義樹らとともに神奈川県大会決勝に進出するが、桐蔭学園高に敗れ甲子園出場はならなかった。
高校卒業後は、1985年に社会人野球の三菱自動車川崎に入団。1986年 - 1988年と3年連続で都市対抗野球に出場（1988年は補強選手として出場したが試合出場なし）。
1988年のプロ野球ドラフト会議で阪神タイガースから2位指名を受け入団。同僚の清水雅治、四條稔と野手が指名され、会社からプロ入りを拒否されたため交渉は難航し、年末になってようやく合意に至ったため1人だけの入団発表となった。
即戦力を期待されてのプロ入りであったが、二軍でも2割台前半の低打率で一軍出場のチャンスがなく、2年目の1990年に早くも戦力外リスト入りした。結局このオフに石井雅博との交換トレードで読売ジャイアンツに移籍するが、1991年は二軍でわずか1試合の出場に終わり、同年オフに自由契約となり、現役引退した。なお、これ以降は巨人‐阪神間の交換トレードは2020年現在に至るまで途絶えている。

## 詳細情報

### 年度別打撃成績
- 一軍公式戦出場なし

### 背番号
- 15 （1989年 - 1990年）
- 60 （1991年）